# MetroStars 1999
 Questa voce raccoglie le informazioni riguardanti il MetroStars nelle competizioni ufficiali della stagione 1999.

## Stagione
I MetroStars, guidati dallo jugoslavo Bora Milutinović, terminarono il campionato al 6º posto di Eastern Conference e al 12º nella classifica generale. Il totale di 7 vittorie e 25 sconfitte fu il peggior risultato nella storia della MLS. Nella U.S. Open Cup la squadra perse al debutto nella competizione contro lo Staten Island Vipers, club di A-League.

## Maglie e sponsor
| Casa | Trasferta |

## Rosa
| N. |                        | Ruolo | Calciatore           |
| -- | ---------------------- | ----- | -------------------- |
| 1  | Stati Uniti (bandiera) | P     | Mike Ammann          |
| 2  | Belgio (bandiera)      | A     | Nansha Kalonji       |
| 3  | Stati Uniti (bandiera) | D     | Mark Semioli         |
| 4  | Stati Uniti (bandiera) | D     | Kevin Knight         |
| 5  | Colombia (bandiera)    | D     | Arley Palacios       |
| 5  | Iran (bandiera)        | D     | Mohammad Khakpour    |
| 6  | Stati Uniti (bandiera) | C     | Mike Sorber          |
| 7  | Stati Uniti (bandiera) | C     | Mark Chung           |
| 8  | Stati Uniti (bandiera) | C     | Billy Walsh          |
| 9  | Colombia (bandiera)    | A     | Henry Zambrano       |
| 10 | Stati Uniti (bandiera) | C     | Tab Ramos (capitano) |
| 11 | Jugoslavia (bandiera)  | C     | Saša Ćurčić          |

| N. |                        | Ruolo | Calciatore       |
| -- | ---------------------- | ----- | ---------------- |
| 12 | Stati Uniti (bandiera) | D     | Mike Petke       |
| 13 | Stati Uniti (bandiera) | C     | Jim Rooney       |
| 15 | Stati Uniti (bandiera) | D     | Mike Duhaney     |
| 16 | Stati Uniti (bandiera) | D     | Ramiro Corrales  |
| 17 | Stati Uniti (bandiera) | A     | Lawrence Lozzano |
| 18 | Stati Uniti (bandiera) | P     | Tim Howard       |
| 19 | Stati Uniti (bandiera) | C     | Miles Joseph     |
| 20 | Stati Uniti (bandiera) | C     | Brian Kelly      |
| 22 | Stati Uniti (bandiera) | A     | John Wolyniec    |
| 23 | Stati Uniti (bandiera) | D     | Eric Kvello      |
| 29 | Ecuador (bandiera)     | A     | Eduardo Hurtado  |

## Risultati

### U.S. Open Cup
| Arbitro: | Corrie |

|                                          |           |                |
| Inneh 32’ Tschantret 85’ Wilson 95’ (gg) | Marcatori | 69’, 81’ Walsh |

## Statistiche

### Statistiche di squadra
| Competizione        | Punti | Totale | Totale | Totale | Totale | Totale | Totale | DR  |
| Competizione        | Punti | G      | V      | S      | P      | Gf     | Gs     | DR  |
| ------------------- | ----- | ------ | ------ | ------ | ------ | ------ | ------ | --- |
| Major League Soccer | 15    | 32     | 4      | 3      | 25     | 32     | 64     | -32 |
| U.S. Open Cup       | -     | 1      | 0      | 0      | 1      | 2      | 3      | -1  |
| Totale              | -     | 33     | 4      | 3      | 26     | 34     | 67     | -33 |